# Eupithecia carearia
Eupithecia carearia là một loài bướm đêm trong họ Geometridae.